# GFriend
GFriend (hangul: 여자친구, PP: Yeoja Chingu; zapis stylizowany: GFRIEND) – sześcioosobowy girlsband pochodzący z Korei Południowej. Zespół został założony przez Source Music w 2015 roku. Składał się z sześciu członkiń: Sowon, Yerin, Eunha, Yuju, SinB i Umji. Zadebiutowały z minialbumem Season of Glass 15 stycznia 2015 roku. W 2016 roku kontynuowały swój sukces z trzecim minialbumie Snowflake, którego tytułowa piosenka „Rough” wygrała wiele muzycznych programów rozrywkowych. W lipcu 2016 wydały pierwszy album zatytułowany LOL. W 2017 GFriend powróciły z nową koncepcją do czwartego minialbumu The Awakening, piąty EP Parallel ukazał się w sierpniu 2017, a jego rozszerzona o dwie piosenki wersja pojawiła się zaledwie miesiąc później, nosząc tytuł Rainbow. W 2018 girlsband miał swój pierwszy koncert zatytułowany Season Of GFriend. 18 maja 2021 roku ogłoszono, że ich umowy z Source Music wygasną 22 maja 2021 roku.

## Historia

### 2015:Seasons of Glass,Flower Bud

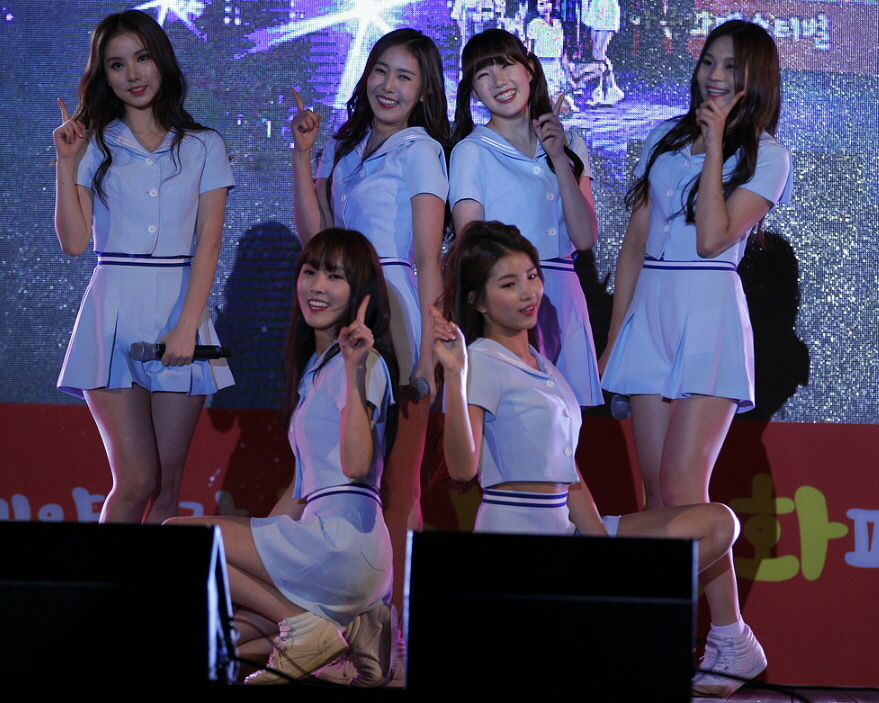
GFriend w 2015 roku

15 stycznia 2015 roku, GFriend wydały swój debiutancki minialbum Season of Glass. Singel promujący "Glass Bead" (hangul: 유리구슬; OR: Yuri Guseul), wzbił się na 12. miejsce na liście przebojów Gaon. Grupa zaczęła promować swój album 16 stycznia w programie muzycznym Music Bank transmitowanym przez KBS. Według danych na YouTube, teledysk do „Glass Bead” zajął dziewiąte miejsce w pierwszej dziesiątce „Najczęściej oglądanych teledysków K-Popowych na całym świecie w styczniu 2015 roku”. 28 stycznia 2015 roku Billboard nazwał GFriend jednymi z „Top 5 K-Popowych artystów do zobaczenia w 2015 roku”.
GFriend wydały swój drugi minialbum Flower Bud i teledysk do głównego singla "Me Gustas Tu" (hangul: 오늘부터 우리는; OR: Oneulbuteo Urineun) 23 lipca 2015. GFriend zaczęła promocje w dniu wydania albumu, 23 lipca 2015, w programie M! Countdown.
Grupa zdobyła rozgłos dzięki nakręconemu przez fana wideo, na którym członkinie GFriend kontynuowały swój występ z „Me Gustas Tu” pomimo licznych, spowodowanych przez śliską od deszczu scenę upadków. Film ten stał się trendem we wrześniu 2015 roku. Grupę chwalono za profesjonalizm, skupiając pochwały głównie na Yuju, która upadła osiem razy i kontynuowała występ pomimo skręconego palca.
17 września 2015 roku GFriend ponownie znalazły się w nagłówkach artykułów o koreańskiej muzyce pop, będąc jedynym damskim zespołem, który nominowano na 2015 MTV Europe Music Awards w kategorii „Best Korean Act” obok takich grup jak: B1A4, BTS, Got7 oraz VIXX.
„Me Gustas Tu” zostało nazwane najdłużej utrzymującą się w rankingach Melon Top 100, wydaną przez idolki piosenką. Była ona obecna na ów liście przez 63 tygodnie. „Me Gustas Tu” i „Glass Bead” uzyskały również 18. i 44. miejsca w 2015 Bugs Year-End Top 100.

### 2016:Snowflakei pierwszy studyjny album

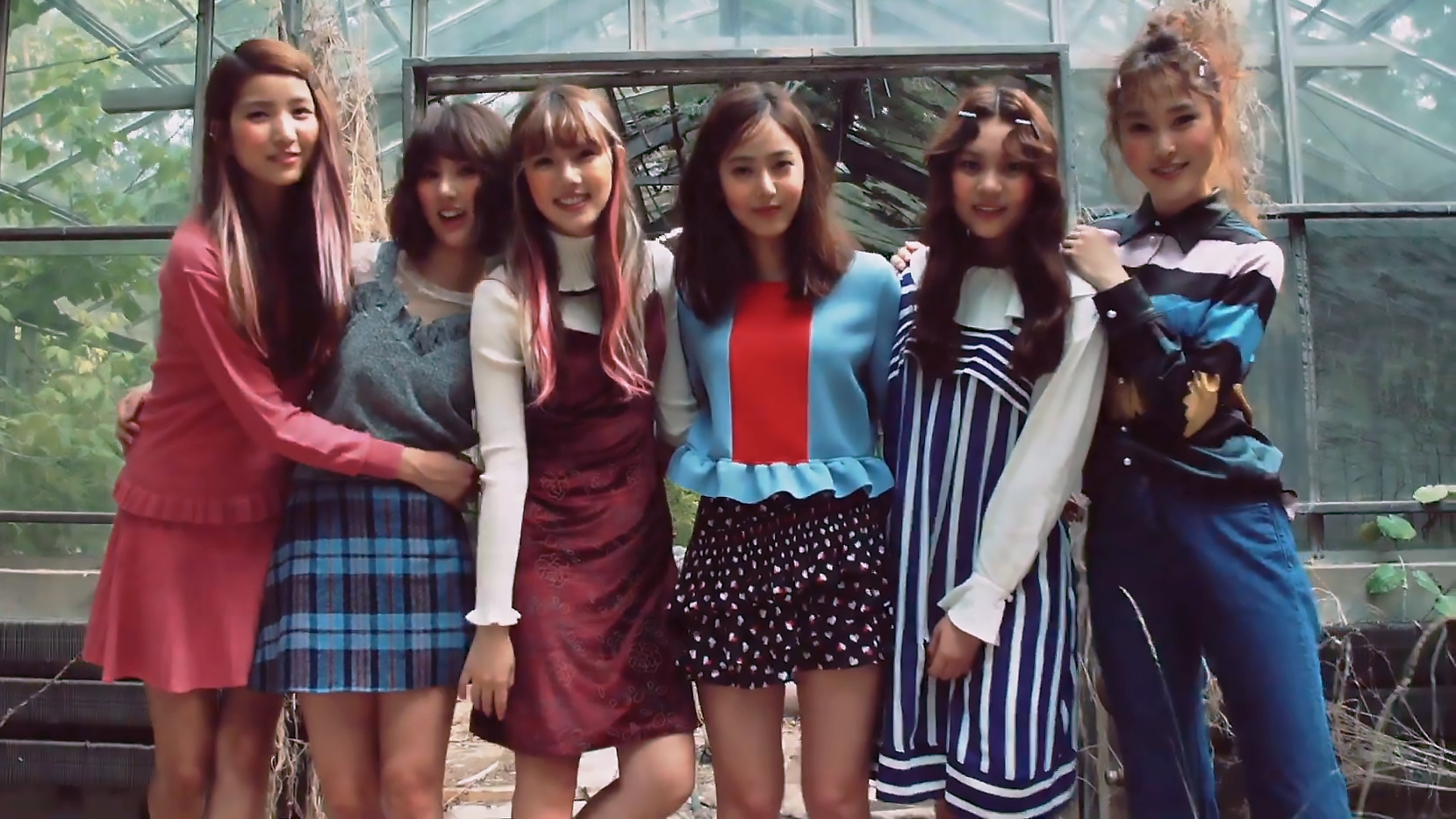
GFriend pozujące dla Marie Claire Korea

25 stycznia 2016 roku GFriend wydały swój trzeci EP zatytułowany Snowflake z piosenką "Rough" (kor.  시간을 달려서 Siganeul Dallyeoseo). Podczas spotkania z fanami po wydaniu minialbumu, GFriend poinformowały, że ich społeczność fanowska będzie się nazywać „Buddy” (hangul: 버디). Album wspiął się na dziesiątą pozycję w Billboard's World Albums Chart. Teledysk do „Rough” osiągnął 3. miejsce na „Najczęściej oglądane teledyski K-Popowe na świecie w styczniu 2015 roku”.
2 lutego GFriend zdobyły pierwszą nagrodę w programach muzycznych z piosenką „Rough” w The Show. Następnie wygrały kolejne czternaście nagród w programach muzycznych, wliczając w to zdobycie ich między innymi w M Countdown, Music Bank, Show Champion oraz Inkigayo. Z łączną liczbą piętnastu zwycięstw utwór umiejscowił się na drugim miejscu piosenek z największą ilością wygranych w programach muzycznych pośród damskich zespołów, znajdując się zaraz za Apink, które uzyskały 17 wygranych z „Luv”. „Rough” było również pierwsze w rankingu Gaon Chart's First Half of 2016.
15 czerwca ogłoszono, że GFriend będą współpracować z Mamamoo w nowym sezonie Showtime. 29 czerwca Source Music ogłosiło pierwszy studyjny album GFriend zatytułowany LOL. Album został wydany 11 lipca z promocyjną piosenką „Navillera” (hangul: 너 그리고 나 Neo Geurigo Na). Złożono zamówienie na 60 tys. jego egzemplarzy w przedsprzedaży na całym świecie. 19 lipca GFriend wygrały pierwszą nagrodę w The Show za piosenkę „Navillera”.
Pod koniec roku YouTube ujawnił top 10 najpopularniejszych kpopowych teledysków w Korei Południowej w 2016. „Rough” i „Navillera” znalazły się na drugim i dziesiątym miejscu listy. „Rough” i „Navillera” umiejscowiły się również na 2. i 11. miejscu w 2016 Bugs Year-End Top 100. „Rough” zdobyło też 13. miejsce w Billboard`s 20 Best K-Pop Songs of 2016: Critic's Picks. „Rough” stał się też najczęściej pobieraną piosenką w 2016 według Gaon Chart's 2016 Year End Download Chart.

### 2017:The AwakeningiParallel
23 lutego 2017 roku Source Music ogłosiło, że GFriend wydadzą nowy minialbum 6 marca. 27 lutego ujawniono, że czwarty EP będzie nosił tytuł The Awakening, a jego tytułową piosenkę nazwano „Fingertip”. Przedsprzedaż fizycznych kopii The Awakening szacowano na 100 tys. sztuk, pobijając tym samym przedsprzedaż LOL, której liczba przekroczyła 60 tys. egzemplarzy. Oprócz tego album wspiął się na piątą pozycję w Billboard's World Albums Chart.
1 sierpnia GFriend wypuściły swój piąty minialbum Parallel z piosenką tytułową „Love Whisper”. We wrześniu wypuściły rozszerzoną o dwie piosenki wersję Parallel, noszącą tytuł Rainbow z piosenką tytułową „Summer Rain”.

### 2018: Pierwszy solowy koncert,Time for the Moon Night, japoński debiut iSunny Summer
GFriend rozpoczęły rok od pierwszego solowej serii koncertów od czasu debiutu. Występy, pt. Season Of GFriend, odbyły się 6 i 7 stycznia. 6000 tysięcy biletów na koncert wyprzedało się w trzy minuty. Następnie GFriend ogłosiły swoją pierwszą azjatycką trasę, która rozpoczęła się w Tajpej 28 lutego i była kontynuowana w Tajlandii, Hongkongu, Singapurze i Japonii. 23 lutego ogłoszono, że GFriend podpisały kontrakt z King Records i zadebiutują w Japonii w maju. Ich debiutancki album kompilacyjny, zatytułowany Kyō kara watashitachi wa ~GFRIEND 1st BEST~ (jap. 今日から私たちは ～GFRIEND 1st BEST～), ukazał się 23 maja.
30 kwietnia zespół wydał szósty minialbum Time for the Moon Night. Album ustanowił nowy rekord dla grupy, zajmując pierwsze miejsce w 10 krajach na iTunes, debiutując także na pierwszym miejscu listy Gaon Album Chart. Sprzedał się w liczbie ponad 79 tys. kopii. W drugim tygodniu promocji minialbumu GFriend wygrały sześć nagród w południowokoreańskich programach muzycznych, czyniąc „Time for the Moon Night” pierwszą piosenką w roku 2018, która wygrała wszystkie nagrody w programach muzycznych.
Pod koniec maja grupa udała się do Japonii, by promować kompilację Kyō kara watashitachi wa ~GFRIEND 1st Best~ (jap. 今日から私たちは ~GFRIEND 1st BEST~), która ukazała się 23 maja. Pierwsze japońskie wydawnictwo uplasowało się na 10 pozycji listy albumów Oricon. 19 lipca GFriend wydały letni minialbum Sunny Summer. W lipcu GFrient zadebiutowały na 30 pozycji na liście Billboard's Social 50.
Zespół zakończył azjatycką trasę Season of GFriend odwiedzając Tajwan, Japonię, Hongkong i Filipiny, a 9 i 8 sierpnia odbyły się dodatkowe koncerty (w SK Olympic Handball Gymnasium). 10 października ukazał się pierwszy japoński singel Memoria/Yoru (Time for the moon night) (jap. Memoria/夜(Time for the moon night)), który uplasował się na 6 pozycji na liście Oricon Single Chart.

### 2019–2021:Time for Us,Fever Season, seriaHoe(回) i rozwiązanie zespołu
14 stycznia 2019 roku miał swoją premierę drugi album studyjny zespołu – Time for Us, z głównym singlem „Sunrise”. 13 lutego ukazał się drugi japoński singel SUNRISE, który uplasował się na 6 pozycji na liście Oricon Single Chart. Miesiąc później ukazał się kolejny singel, zatytułowany FLOWER. Zajął 9 pozycję listy Oricon Single Chart.
1 lipca został wydany koreański minialbum pt. Fever Season. Zawierał osiem utworów, w tym główny „Fever” (kor. 열대야 (Fever)). Grupa promowała się także w Japonii, współpracując z japońską grupą popową Sonar Pocket, z którą 3 lipca wydała japoński singel Oh difficult ~Sonar Pocket×GFRIEND.
13 listopada ukazał się pierwszy japoński album studyjny Fallin’ Light, z głównym utworem o tym samym tytule.
3 lutego 2020 roku ukazał się kolejny minialbum pt. Hoe: Labyrinth (kor. 回: Labyrinth), głównym singlem z płyty jest „Crossroads” (kor. 교차로 (Crossroads)). Dziewiąty minialbum Hoe: Song of the Sirens (kor. 回: Song of the Sirens) ukazał się 13 lipca, wraz z teledyskiem do singla „Apple”. Trzeci album studyjny Hoe: Walpurgis Night (kor. 回: Walpurgis Night) ukazał się 8 listopada, wraz z teledyskiem do głównego singla „Mago”.
18 maja 2021 roku ogłoszono, że wszystkie członkinie opuszczą Source Music 22 maja po zakończeniu ich sześcioletniego kontraktu. Dzień później członkinie potwierdziły, że grupa została oficjalnie rozwiązana.

## Członkinie
| Pseudonim   | Pseudonim | Prawdziwe imię | Prawdziwe imię | Data urodzenia           | Funkcja                               |
| Latynizacja | hangul    | Latynizacja    | hangul         | Data urodzenia           | Funkcja                               |
| ----------- | --------- | -------------- | -------------- | ------------------------ | ------------------------------------- |
| Sowon       | 소원      | Kim So-jung    | 김소정         | 7 grudnia 1995(dts)      | liderka, sub-wokal, główna raperka    |
| Yerin       | 예린      | Jung Ye-rin    | 정예린         | 19 sierpnia 1996         | prowadząca tancerka, sub-wokal        |
| Eunha       | 은하      | Jung Eun-bi    | 정은비         | 30 maja 1997(dts)        | prowadząca wokalistka                 |
| Yuju        | 유주      | Choi Yu-na     | 최유나         | 4 października 1997(dts) | główna wokalistka                     |
| SinB        | 신비      | Hwang Eun-bi   | 황은비         | 3 czerwca 1998(dts)      | główna tancerka, sub-wokal            |
| Umji        | 엄지      | Kim Ye-won     | 김예원         | 19 sierpnia 1998(dts)    | maknae, sub-wokal, prowadząca raperka |

## Dyskografia

### Albumy studyjne
- LOL (2016)
- Time for Us (2019)
- Fallin’ Light (2019, jap.)
- Hoe: Walpurgis Night (kor. 回: Walpurgis Night) (2020)

### Minialbumy
- Season of Glass (2015)
- Flower Bud (2015)
- Snowflake (2016)
- The Awakening (2017)
- Parallel (2017)
- Rainbow (repackage, 2017)
- Time for the Moon Night (2018)
- Sunny Summer (2018)
- Fever Season (2019)
- Hoe: Labyrinth (kor. 回: Labyrinth) (2020)
- Hoe: Song of the Sirens (kor. 回: Song of the Sirens) (2020)

## Filmografia

### Programy rozrywkowe
| Rok  | Tytuł                           | Stacja telewizyjna   | Dodatkowe                                            |
| ---- | ------------------------------- | -------------------- | ---------------------------------------------------- |
| 2015 | GFriend! Look After Our Dog     | Skytv                | 12 odcinków                                          |
| 2015 | One Fine Day                    | MBC Music            | Nakręcone na wyspie Cebu na Filipinach, 4 odcinki    |
| 2016 | GFriend – Where R U Going?!     | iMBC, V app, MBCkpop | Nakręcone na wyspie Jeju, 7 odcinków                 |
| 2016 | MAMAMOO x GFriend Showtime      | MBC Every 1          | 8 odcinków                                           |
| 2016 | GFriend Loves Europe            | skyTravel            | Nakręcone w Austrii, Węgrzech i Słowenii, 8 odcinków |
| 2017 | The Friends in the Adriatic Sea | KStar                | Nakręcone we Włoszech i Słowenii                     |

## Koncerty

### Trasy koncertowe
- GFriend 1st Asia Tour: Season of GFriend (2018)
- GFriend Spring Tour 2019: Bloom (2019)
- GFriend 2nd Asia Tour: Go Go GFriend! (2019)

### Mini koncerty
- GFriend the First Mini Concert in Taiwan (2017)
- GFriend the First Mini Concert in Hong Kong (2017)
- GFriend Summer Live in Japan – Osaka & Tokyo (2018)